# دودمان سی و یکم مصر
دودمان سی و یکم مصر (پارسی باستان: Mudrāya) اشاره به دومین فتح مصر توسط شاهنشاهی هخامنشی دارد. پس از استقلال مصر در دوران داریوش دوم، ایرانیان بار دیگر در زمان اردشیر سوم موفق به گشودن مصر شدند؛ با این حال این فتح چندان دوامی نداشت به‌طوری که تقریباً یازده سال بعد و با حمله اسکندر مقدونی به ایران و سقوط شاهنشاهی هخامنشی، مصر به دست یونانیان افتاد و ضمیمه امپراتوری مقدونیه شد.